# Сунцов, Николай Степанович
Николай Степанович Сунцов (22 ноября 1914 года—14 февраля 1987 года) — советский учёный-педагог, член-корреспондент АПН СССР (1968).

## Биография
Родился 22 ноября 1914 года в Вятке в семье рабочего-железнодорожника.
В 1930 году — окончил школу-семилетку № 53 Северной железной дороги и решив стать железнодорожником, два года проучился школе фабрично-заводского ученичества на помощника машиниста, где имел только отличные и хорошие отметки, но в результате травмы коленного сустава пришлось ампутировать правую ногу, после чего перешёл в слесари по ремонту паровозов.
Позже, сдав экстерном экзамены за среднюю школу, поступил на физико-математический факультет Кировского государственного педагогического института, который окончил в 1938 году.

Из характеристики студента Н. С. Сунцова (дана директором института Ф. С. Орешковым и деканом И. И. Бессоновым): 
«Академически успевает хорошо, педпрактику провёл отлично. Вёл общественную работу в качестве старосты духового оркестра, агитатора на избирательном участке. К работе относится серьёзно».
После окончании института работал учителем физики, через год стал руководить городской секцией физиков-методистов, затем был назначен завучем, директором школы.
В дальнейшем более двадцати лет работал в аппарате ЦК КПСС: вел пропаганду педагогических знаний среди родителей и общественности, будучи председателем президиума центрального совета Всероссийского педагогического общества, активно участвовал в международных симпозиумах и конференциях, вёл обширную переписку с зарубежными учёными, был избран почётным членом Болгарской и Румынской академий наук.
В 1968 году — избран членом-корреспондентом АПН СССР от Отделения теории и истории педагогики, являлся заместителем академика-секретаря Отделения.
Организовал и более 15 лет возглавля НИИ школ Министерства просвещения РСФСР.
Автор монографии «Управление общеобразовательной школой. Вопросы теории и практики» (М.: Педагогика, 1982).
Николай Степанович Сунцов умер 14 февраля 1987 года.

## Награды
- Орден Трудового Красного Знамени
- Орден «Знак Почёта»
- медали